# Тољенак
Тољенак је насељено мјесто у општини Вареш, Босна и Херцеговина.

## Становништво
|             | 2013.      | 1991.        |
| Укупно      | 2 (100,0%) | 174 (100,0%) |
| Срби        | 2 (100,0%) | 172 (98,85%) |
| Хрвати      | –          | 2 (1,149%)   |
| Бошњаци     | –          | 0 (0,000%)1  |
| Југословени | –          | 0 (0,000%)   |

1. 1 На пописима од 1971. до 1991. Бошњаци су пописивани углавном као Муслимани.